# Lucas Barrios
Lucas Ramón Barrios Cáceres (San Fernando, 13 novembre 1984) è un ex calciatore argentino naturalizzato paraguaiano, di ruolo attaccante.
Viene soprannominato La Pantera.

## Carriera

### Club
Ha militato nella formazione cilena del Colo Colo, con la quale ha vinto il Torneo Clausura 2008.
Nella stagione 2008 ha vinto la classifica cannonieri sia del Torneo Apertura che del Torneo Clausura, realizzando rispettivamente 19 e 18 reti, per un totale di 37 reti in 36 partite disputate.
Nel luglio 2009 è stato ceduto per 4,5 milioni di euro al Borussia Dortmund.
Al primo anno in Germania si è conquistato ben presto un posto da titolare, e ha chiuso la stagione andando a segno per 17 volte (terzo miglior marcatore del campionato dietro a Edin Džeko e Stefan Kießling).
Il 2 maggio 2012 il giocatore viene acquistato dal [Guangzhou E. per una cifra intorno agli 8.5 milioni, firmando un contratto quadriennale, e si aggrega al suo nuovo club il 1º giugno. Il suo debutto in Cina avviene il 15 luglio nel derby perso 1-0 contro il Guangzhou R&F, dove l'allenatore Marcello Lippi lo manda in campo al posto di Cléo. Il 22 luglio si rende decisivo realizzando il primo gol nel nuovo campionato durante la partita vinta 2-1 contro l'Henan Jianye.
Il 9 agosto 2013 passa allo Spartak Mosca per 7 milioni di euro. In Russia è rimasto per una stagione e mezza, per poi trasferirsi in Francia al Montpellier.
Nel 2015 ha fatto ritorno in Sudamerica e negli anni successivi ha giocato con Palmeiras, Grêmio, Argentinos Juniors, Colo-Colo, Huracán, Gimnasia (LP), Defensa y Justicia e Patronato.
Nel settembre 2022 ha annunciato il suo ritiro, salvo ritornare sui suoi passi pochi mesi più tardi firmando in patria con il Sportivo Trinidense nel gennaio 2023. Al termine di una stagione in cui ha realizzato 4 reti in 19 incontri, si è trasferito allo Sp. Luqueño.
Il 31 dicembre 2024, al termine della stagione, all'età di 40 anni annuncia il ritiro dall'attività agonistica.

### Nazionale
Ha scelto di giocare per la nazionale del Paraguay. Il suo debutto con la maglia della nazionale è avvenuto il 25 maggio 2010 in occasione della partita amichevole disputata contro l'Eire, in quest'occasione ha anche realizzato il suo primo gol. Il 30 maggio ha giocato la sua seconda partita, subentrando al 70º minuto dell'amichevole contro la Costa d'Avorio, realizzando il secondo gol con la maglia della nazionale albirroja. Barrios è stato uno dei 23 convocati dal CT paraguayano Gerardo Martino per i mondiali di Sudafrica 2010. Con la nazionale paraguayana ha conquistato il secondo posto nella Coppa America 2011.

## Statistiche
Tra club e nazionale ha giocato 654 incontri segnando 241 reti, alla media di 0,37 gol a partita.

### Presenze e reti nei club
Statistiche aggiornate al 31 dicembre 2024.
| Stagione                  | Squadra                   | Campionato                | Campionato | Campionato | Coppe nazionali | Coppe nazionali | Coppe nazionali | Coppe continentali | Coppe continentali | Coppe continentali | Altre coppe | Altre coppe | Altre coppe | Totale | Totale |
| Stagione                  | Squadra                   | Comp                      | Pres       | Reti       | Comp            | Pres            | Reti            | Comp               | Pres               | Reti               | Comp        | Pres        | Reti        | Pres   | Reti   |
| ------------------------- | ------------------------- | ------------------------- | ---------- | ---------- | --------------- | --------------- | --------------- | ------------------ | ------------------ | ------------------ | ----------- | ----------- | ----------- | ------ | ------ |
| 2003-2004                 | Argentinos Juniors        | SD                        | 15         | 5          |                 | -               | -               |                    | -                  | -                  |             | -           | -           | 15     | 5      |
| 2003-2004                 | Tigre                     | SD                        | 17         | 0          |                 | -               | -               |                    | -                  | -                  |             | -           | -           | 17     | 0      |
| 2005                      | Deportes Temuco           | PD                        | 28         | 12         |                 | -               | -               |                    | -                  | -                  |             | -           | -           | 28     | 12     |
| 2006                      | Tiro Federal              | PD                        | 12         | 1          |                 | -               | -               |                    | -                  | -                  |             | -           | -           | 12     | 1      |
| 2006                      | Cobreloa                  | PD                        | 21         | 12         |                 | -               | -               |                    | -                  | -                  |             | -           | -           | 21     | 12     |
| 2007                      | Cobreloa                  | PD                        | 18         | 14         |                 | -               | -               | CL                 | 2                  | 0                  |             | -           | -           | 20     | 14     |
| Totale Cobreloa           | Totale Cobreloa           | Totale Cobreloa           | 39         | 26         |                 |                 |                 |                    | 2                  | 0                  |             |             |             | 41     | 26     |
| 2007                      | Atlas                     | PD                        | 14         | 1          |                 | -               | -               |                    | -                  | -                  |             | -           | -           | 14     | 1      |
| 2008                      | Colo-Colo                 | PD                        | 38         | 37         |                 | -               | -               | CL                 | 5                  | 1                  |             | -           | -           | 43     | 38     |
| 2009                      | Colo-Colo                 | PD                        | 15         | 12         |                 | -               | -               | CL                 | 6                  | 3                  |             | -           | -           | 21     | 15     |
| 2009-2010                 | Borussia Dortmund         | BL                        | 33         | 19         | CG              | 3               | 4               |                    | -                  | -                  |             | -           | -           | 36     | 23     |
| 2010-2011                 | Borussia Dortmund         | BL                        | 32         | 16         | CG              | 2               | 1               | UEL                | 7                  | 4                  |             | -           | -           | 41     | 21     |
| 2011-2012                 | Borussia Dortmund         | BL                        | 18         | 4          | CG              | 4               | 1               | UCL                | 3                  | 0                  | SG          | 0           | 0           | 25     | 5      |
| Totale Borussia Dortmund  | Totale Borussia Dortmund  | Totale Borussia Dortmund  | 83         | 39         |                 | 9               | 6               |                    | 10                 | 4                  |             | 0           | 0           | 102    | 49     |
| 2012                      | Guangzhou                 | CSL                       | 8          | 2          | CC              | 6               | 4               | ACL                | 2                  | 1                  |             | -           | -           | 16     | 7      |
| 2013                      | Guangzhou                 | CSL                       | 9          | 3          | CC              | 0               | 0               | ACL                | 6                  | 3                  | SC          | 1           | 0           | 16     | 6      |
| Totale Guangzhou          | Totale Guangzhou          | Totale Guangzhou          | 17         | 5          |                 | 6               | 4               |                    | 8                  | 4                  |             | 1           | 0           | 32     | 13     |
| 2013-2014                 | Spartak Mosca             | PL                        | 15         | 1          | KR              | 2               | 0               | UEL                | 2                  | 0                  |             | -           | -           | 19     | 1      |
| ago. 2014                 | Spartak Mosca             | PL                        | 1          | 1          | KR              | -               | -               |                    | -                  | -                  |             | -           | -           | 1      | 1      |
| Totale Spartak Mosca      | Totale Spartak Mosca      | Totale Spartak Mosca      | 16         | 2          |                 | 2               | 0               |                    | 2                  | 0                  |             | -           | -           | 20     | 2      |
| ago. 2014-2015            | Montpellier               | L1                        | 31         | 11         | CF+CdL          | 1+1             | 0               |                    | -                  | -                  |             | -           | -           | 33     | 11     |
| lug.-dic. 2015            | Palmeiras                 | A                         | 13         | 5          | CB              | 8               | 3               |                    | -                  | -                  |             | -           | -           | 21     | 8      |
| 2016                      | Palmeiras                 | A1/SP+A                   | 6+9        | 2+1        | CB              | 3               | 0               | CL                 | 4                  | 1                  |             | -           | -           | 22     | 4      |
| gen.-feb. 2017            | Palmeiras                 | A1/SP                     | 1          | 1          | CB              | -               | -               | CL                 | -                  | -                  |             | -           | -           | 1      | 1      |
| Totale Palmeiras          | Totale Palmeiras          | Totale Palmeiras          | 29         | 9          |                 | 11              | 3               |                    | 4                  | 1                  |             | -           | -           | 44     | 13     |
| feb.-dic. 2017            | Gremio                    | A1/GAU+A                  | 7+17       | 3+4        | CB              | 5               | 5               | CL                 | 13                 | 6                  | PL+Cmc      | 1+2         | 0           | 45     | 18     |
| gen.-mag. 2018            | Argentinos Juniors        | PD                        | 12         | 4          | CA              | 1               | 0               |                    | -                  | -                  |             | -           | -           | 13     | 4      |
| Totale Argentinos Juniors | Totale Argentinos Juniors | Totale Argentinos Juniors | 27         | 9          |                 | 1               | 0               |                    | -                  | -                  |             | -           | -           | 28     | 9      |
| lug.-dic. 2018            | Colo-Colo                 | PD                        | 14         | 3          | CC              | 0               | 0               | CL                 | 4                  | 1                  |             | -           | -           | 18     | 4      |
| Totale Colo Colo          | Totale Colo Colo          | Totale Colo Colo          | 67         | 52         |                 | 0               | 0               |                    | 15                 | 5                  |             |             |             | 82     | 57     |
| 2019                      | Huracán                   | PD                        | 10         | 3          | CA+CdS          | 1+2             | 0+0             | CL                 | 4                  | 0                  |             | -           | -           | 17     | 3      |
| lug.-dic. 2019            | Huracán                   | PD                        | 8          | 1          | CA              | 0               | 0               |                    | -                  | -                  |             | -           | -           | 8      | 1      |
| Totale Huracan            | Totale Huracan            | Totale Huracan            | 18         | 4          |                 | 3               | 0               |                    | 4                  | 0                  |             | -           | -           | 25     | 4      |
| 2020                      | Gimnasia (LP)             | PD                        | 3          | 0          | CA+CdS+CdL      | 0+0+5           | 0+0+1           |                    | -                  | -                  |             | -           | -           | 8      | 1      |
| feb.-mag. 2021            | Gimnasia (LP)             | PD                        | 0          | 0          | CA+CdL          | 0+8             | 0+2             |                    | -                  | -                  |             | -           | -           | 8      | 2      |
| Totale Gimnasia (LP)      | Totale Gimnasia (LP)      | Totale Gimnasia (LP)      | 3          | 0          |                 | 13              | 3               |                    | -                  | -                  |             | -           | -           | 16     | 3      |
| lug.-dic. 2021            | Defensa y Justicia        | PD                        | 12         | 2          | CA+CdL          | 1+0             | 0+0             | CL                 | 2                  | 0                  |             | -           | -           | 15     | 2      |
| feb.-giu. 2022            | Patronato                 | PD                        | 0          | 0          | CA+CdL          | 1+13            | 0+2             |                    | -                  | -                  |             | -           | -           | 14     | 2      |
| gen.-giu. 2023            | Sportivo Trinidense       | DP                        | 19         | 4          | CP              | -               | -               |                    | -                  | -                  |             | -           | -           | 19     | 4      |
| giu.-dic. 2023            | Sp. Luqueño               | DP                        | 17         | 4          | CP              | -               | -               |                    | -                  | -                  |             | -           | -           | 17     | 4      |
| 2024                      | Sp. Luqueño               | DP                        | 13         | 0          | CP              | -               | -               | CS                 | 1                  | 0                  |             |             |             | 14     | 0      |
| Totale Sp. Loqueño        | Totale Sp. Loqueño        | Totale Sp. Loqueño        | 30         | 4          |                 | -               | -               |                    | 1                  | 0                  |             | -           | -           | 31     | 4      |
| Totale carriera           | Totale carriera           | Totale carriera           | 486        | 188        |                 | 67              | 23              |                    | 61                 | 20                 |             | 4           | 0           | 618    | 231    |

### Cronologia presenze e reti in Nazionale
| Cronologia completa delle presenze e delle reti in nazionale ― Paraguay | Cronologia completa delle presenze e delle reti in nazionale ― Paraguay | Cronologia completa delle presenze e delle reti in nazionale ― Paraguay | Cronologia completa delle presenze e delle reti in nazionale ― Paraguay | Cronologia completa delle presenze e delle reti in nazionale ― Paraguay | Cronologia completa delle presenze e delle reti in nazionale ― Paraguay | Cronologia completa delle presenze e delle reti in nazionale ― Paraguay | Cronologia completa delle presenze e delle reti in nazionale ― Paraguay |
| Data                                                                    | Città                                                                   | In casa                                                                 | Risultato                                                               | Ospiti                                                                  | Competizione                                                            | Reti                                                                    | Note                                                                    |
| ----------------------------------------------------------------------- | ----------------------------------------------------------------------- | ----------------------------------------------------------------------- | ----------------------------------------------------------------------- | ----------------------------------------------------------------------- | ----------------------------------------------------------------------- | ----------------------------------------------------------------------- | ----------------------------------------------------------------------- |
| 25-5-2010                                                               | Dublino                                                                 | Irlanda                                                                 | 2 – 1                                                                   | Paraguay                                                                | Amichevole                                                              | 1                                                                       |                                                                         |
| 30-5-2010                                                               | Thonon-Les-Bains                                                        | Costa d'Avorio                                                          | 2 – 2                                                                   | Paraguay                                                                | Amichevole                                                              | 1                                                                       | 70’                                                                     |
| 2-6-2010                                                                | San Gallo                                                               | Paraguay                                                                | 2 – 0                                                                   | Grecia                                                                  | Amichevole                                                              | 1                                                                       | 64’                                                                     |
| 14-6-2010                                                               | Città del Capo                                                          | Paraguay                                                                | 1 – 1                                                                   | Italia                                                                  | Mondiali 2010 - 1º Turno                                                | -                                                                       | 76’                                                                     |
| 20-6-2010                                                               | Bloemfontein                                                            | Slovacchia                                                              | 0 – 2                                                                   | Paraguay                                                                | Mondiali 2010 - 1º Turno                                                | -                                                                       | 82’                                                                     |
| 24-6-2010                                                               | Polokwane                                                               | Paraguay                                                                | 0 – 0                                                                   | Nuova Zelanda                                                           | Mondiali 2010 - 1º Turno                                                | -                                                                       | 66’                                                                     |
| 29-6-2010                                                               | Pretoria                                                                | Paraguay                                                                | 0 – 0 dts (5 - 3 dtr)                                                   | Giappone                                                                | Mondiali 2010 - Ottavi di finale                                        | -                                                                       |                                                                         |
| 3-7-2010                                                                | Johannesburg                                                            | Spagna                                                                  | 1 – 0                                                                   | Paraguay                                                                | Mondiali 2010 - Quarti di finale                                        | -                                                                       | 85’                                                                     |
| 11-8-2010                                                               | Asunción                                                                | Paraguay                                                                | 2 – 0                                                                   | Costa Rica                                                              | Amichevole                                                              | -                                                                       | 46’                                                                     |
| 4-9-2010                                                                | Yokohama                                                                | Giappone                                                                | 1 – 0                                                                   | Paraguay                                                                | Amichevole                                                              | -                                                                       | 86’                                                                     |
| 7-9-2010                                                                | Nanchino                                                                | Cina                                                                    | 1 – 1                                                                   | Paraguay                                                                | Amichevole                                                              | 1                                                                       | 80’                                                                     |
| 26-3-2011                                                               | Oakland                                                                 | Messico                                                                 | 3 – 1                                                                   | Paraguay                                                                | Amichevole                                                              | -                                                                       |                                                                         |
| 29-3-2011                                                               | Nashville                                                               | Stati Uniti                                                             | 0 – 1                                                                   | Paraguay                                                                | Amichevole                                                              | -                                                                       | 79’                                                                     |
| 4-6-2011                                                                | Santa Cruz                                                              | Bolivia                                                                 | 0 – 2                                                                   | Paraguay                                                                | Amichevole                                                              | 1                                                                       | 62’                                                                     |
| 7-6-2011                                                                | Luque                                                                   | Paraguay                                                                | 0 – 0                                                                   | Bolivia                                                                 | Amichevole                                                              | -                                                                       | 65’                                                                     |
| 3-7-2011                                                                | Santa Fe                                                                | Paraguay                                                                | 0 – 0                                                                   | Ecuador                                                                 | Coppa America 2011 - 1º Turno                                           | -                                                                       | 74’                                                                     |
| 9-7-2011                                                                | Córdoba                                                                 | Brasile                                                                 | 2 – 2                                                                   | Paraguay                                                                | Coppa America 2011 - 1º Turno                                           | -                                                                       | 57’                                                                     |
| 13-7-2011                                                               | Salta                                                                   | Paraguay                                                                | 3 – 3                                                                   | Venezuela                                                               | Coppa America 2011 - 1º Turno                                           | 1                                                                       |                                                                         |
| 17-7-2011                                                               | La Plata                                                                | Brasile                                                                 | 0 – 0 dts (0 - 2 dtr)                                                   | Paraguay                                                                | Coppa America 2011 - Quarti di finale                                   | -                                                                       | 82’                                                                     |
| 20-7-2011                                                               | Mendoza                                                                 | Paraguay                                                                | 0 – 0 dts (5 - 3 dtr)                                                   | Venezuela                                                               | Coppa America 2011 - Semifinale                                         | -                                                                       |                                                                         |
| 24-7-2011                                                               | Buenos Aires                                                            | Uruguay                                                                 | 3 – 0                                                                   | Paraguay                                                                | Coppa America 2011 - Finale                                             | -                                                                       | 76’                                                                     |
| 11-11-2011                                                              | Asunción                                                                | Paraguay                                                                | 2 – 1                                                                   | Ecuador                                                                 | Qual. Mondiali 2014                                                     | -                                                                       | 63’                                                                     |
| 29-2-2012                                                               | Asunción                                                                | Paraguay                                                                | 1 – 0                                                                   | Panama                                                                  | Amichevole                                                              | -                                                                       | 46’                                                                     |
| 26-3-2015                                                               | San José                                                                | Costa Rica                                                              | 0 – 0                                                                   | Paraguay                                                                | Amichevole                                                              | -                                                                       |                                                                         |
| 31-3-2015                                                               | Kansas City                                                             | Messico                                                                 | 1 – 0                                                                   | Paraguay                                                                | Amichevole                                                              | -                                                                       |                                                                         |
| 6-6-2015                                                                | Asunción                                                                | Paraguay                                                                | 2 – 2                                                                   | Honduras                                                                | Amichevole                                                              | -                                                                       | 72’                                                                     |
| 13-6-2015                                                               | La Serena                                                               | Argentina                                                               | 2 – 2                                                                   | Paraguay                                                                | Coppa America 2015 - 1º Turno                                           | 1                                                                       | 79’ 90’                                                                 |
| 20-6-2015                                                               | La Serena                                                               | Uruguay                                                                 | 1 – 1                                                                   | Paraguay                                                                | Coppa America 2015 - 1º turno                                           | 1                                                                       | 72’                                                                     |
| 30-06-2015                                                              | Concepción                                                              | Argentina                                                               | 6 – 1                                                                   | Paraguay                                                                | Coppa America 2015 - Semifinale                                         | 1                                                                       | 30’                                                                     |
| 03-07-2015                                                              | Concepción                                                              | Perù                                                                    | 2 – 0                                                                   | Paraguay                                                                | Coppa America 2015 - Finale 3º Posto                                    | -                                                                       |                                                                         |
| 8-10-2015                                                               | Mérida                                                                  | Venezuela                                                               | 0 – 1                                                                   | Paraguay                                                                | Qual. Mondiali 2018                                                     | -                                                                       | 86’                                                                     |
| 13-10-2015                                                              | Asunción                                                                | Paraguay                                                                | 0 – 0                                                                   | Argentina                                                               | Qual. Mondiali 2018                                                     | -                                                                       | 68’                                                                     |
| 17-11-2015                                                              | Asunción                                                                | Paraguay                                                                | 2 – 1                                                                   | Bolivia                                                                 | Qual. Mondiali 2018                                                     | 1                                                                       |                                                                         |
| 6-10-2016                                                               | Asunción                                                                | Paraguay                                                                | 0 – 1                                                                   | Colombia                                                                | Qual. Mondiali 2018                                                     | -                                                                       | 62’                                                                     |
| 31-8-2017                                                               | Santiago del Cile                                                       | Cile                                                                    | 0 – 3                                                                   | Paraguay                                                                | Qual. Mondiali 2018                                                     | -                                                                       |                                                                         |
| 5-9-2017                                                                | Asunción                                                                | Paraguay                                                                | 1 – 2                                                                   | Uruguay                                                                 | Qual. Mondiali 2018                                                     | -                                                                       | 66’                                                                     |
| Totale                                                                  |                                                                         | Presenze                                                                | 36                                                                      |                                                                         | Reti                                                                    | 10                                                                      |                                                                         |

## Palmarès

### Club

#### Competizioni nazionali
- Campionato cileno: 1

Colo Colo: Clausura 2008
- Campionato tedesco: 2

Borussia Dortmund: 2010-2011, 2011-2012
- Coppa di Germania: 1

Borussia Dortmund: 2011-2012
- Campionato cinese: 1

Guangzhou Evergrande: 2012
- Coppa della Cina: 1

Guangzhou Evergrande: 2012
- Coppa del Brasile: 1

Palmeiras: 2015
- Campionato brasiliano: 1

Palmeiras: 2016

#### Comprtizioni internazionali
- Coppa Libertadores: 1

Grêmio: 2017

### Individuale
- Miglior marcatore di massima divisione dell’anno IFFHS: 1

2008